# سرگئی بابایان
سرگئی بابایان (ارمنی: Սերգեյ Բաբայան؛ زادهٔ ۱ ژانویهٔ ۱۹۶۱) نوازنده پیانو، و مربی موسیقی اهل ارمنستان است.